# Pierre Souffron
Sous le nom de Pierre Souffron, il y a deux frères architectes originaires du Périgord, fils de Jean Souffron.
Il est assez difficile de les distinguer car ils ont travaillé dans la même région, peut-être ensemble et portent curieusement le même prénom. Faut-il supposer que Pierre I travailla essentiellement en Guyenne et que Pierre II exerça son art en Armagnac et à Toulouse ? Des doutes peuvent exister comme pour l'attribution du château de Cadillac de 1599 à 1603 puis pour le château de Poyanne entre les deux Pierre Souffron.

## Pierre I Souffron
Pierre I Souffron, ou Pierre Souffron l'aîné, est né à La Roque-Gageac vers 1555 et mort à La Réole en 1621. Il s'est marié avec Guillardine Marmande, sœur d'un notaire de La Réole. Il a eu un fils, Jean Souffron, d'abord homme d'armes au régiment de Boissy d'Allemans avant de devenir avocat au parlement de Bordeaux, et une fille, Madeleine.
Il avait aussi un frère, Eyméric, commissaire ordinaire de l'artillerie du roi, et une sœur, Madeleine, qui a épousé Domenge de La Porterie, maître maçon à Marmande qui a construit le pont de Villeneuve-d'Agen. Sa sœur, devenue veuve, se remarie au château de Cadillac le 8 août 1601.
Il est dit seigneur de la maison noble du Cros, ou du Cos, architecte pour le roi en son duché d'Albret, architecte pour le roi en sa maison de Navarre.
Il est appelé en 1609 à vérifier les travaux faits à la cathédrale d'Auch par son frère. On constate que dans l'article de P. Palanque sur Pierre Souffron, maître architecte de la ville d'Auch, il attribue à son frère des titres qui lui reviennent. Il devait probablement être à Auch en 1594 quand il signe, avec l'architecte Pierre Lemoyne, le contrat de démolition du château de Rabastens à la demande du maréchal de Matignon. Les travaux sont payés en 1595.

## Pierre II Souffron
Pierre II Souffron, ou Pierre Souffron cadet, est né à La Roque-Gageac vers 1558 et mort à Toulouse le 26 octobre 1649.
Il se marie à Auch le 9 décembre 1588 avec Barthélemye Rouède, sœur de Pierre Rouède, Chanoine de la cathédrale et abbé de Sère. Il se dit dans le contrat de mariage originaire de Sarlat et maître architecte de la cathédrale. De son mariage il eut un fils et une fille. Le fils, Jean, acheta le 13 mars 1624 la charge de receveur des tailles d'Armagnac pour 22 000 livres et mourut en 1631 sans enfant. Sa fille, Anne, se maria le 17 janvier 1614 avec Jean Nogaro, docteur et avocat au parlement dont elle eut un fils, Pierre. Elle se remaria avec noble Jean de Chavaille, sieur de Colomé, dont elle eut deux filles.
Il était maître architecte de la ville d'Auch. Il est désigné comme maître-architecte de la fabrique de l'église cathédrale d'Aux en 1594. Sur la cathédrale Sainte-Marie d'Auch, il est surtout intervenu sur l'entretien de l'église et des bâtiments canoniaux. Les voûtes du chœur ont été posées par Pierre Levesville entre 1618 et 1620. Il a réalisé en 1609 le maître-autel du chœur.
Il travaillait sur la cathédrale Sainte-Marie d'Auch quand les commissaires de l'œuvre du Pont de Toulouse décidèrent d'adjoindre un expert à Dominique Capmartin, le nouveau Maître des Œuvres et réparations royales de la Sénéchaussée de Toulouse. Le 8 mai 1597, le greffier de la commission nota qu'"arriva en Tholoze Pierre Souffron, Me architecte en la fabrique de l’églize Ste-Marie d’Auch, mandé venir exprès par lesd Sieurs Commissaires pour l’employer à l'œuvre du pont". Il alla le lendemain visiter le chantier du pont Neuf avec Capmartin.
Pendant ses années passées où il a son logement principal à Auch, jusqu'en 1646, il a été à partir du 11 septembre 1605, élu d'Armagnac, puis, le 13 mai 1607, il figure parmi les consuls de la ville d'Auch assistant à la pose de la première pierre de l'église des Capucins et, en mai 1609, il est qualifié de président en l'élection d'Armagnac.
Par un acte passé le 31 mai 1594, son père, Jean Souffron, originaire de La Roque-Gaugeac, habitant de la ville de Lauzun en Agenais, lui fait le don de 400 écus sol, et "de la part qu'il a sur le moulin de Laucque, sur la rivière du Dropt en la terre de Caissac en Agenois".
Le 3 juin 1606, "Pierre Souffron, architecte del'églize Sainte-Marie d'Aux et conducteur du pont de Saint Subran de Tholoze" passait un marché avec "Messyre Jean de Bessoles, seigneur dudict lieu, Boumont (Beaumont, près de Condom), Moissan et autres places". Souffron s'engagea à réaliser le château de Beaumont en dix-huit mois.
Entre 1609 et 1612, il est l'architecte de l'hôtel de Clari, hôtel de Bagis ou hôtel de pierre de Toulouse où il a construit l'aile avec la façade en pierre sur la rue.
Entre 1607 et 1620, il était l'architecte de la façade de style jésuite de la chapelle de Notre-Dame de Garaison ainsi que du cloître et de la sacristie.
À partir de 1624, il a réalisé le collège des Jésuites. La première pierre est posée le 10 septembre 1624 et la bénédiction de la chapelle est faite par l'archevêque Léonard de Trappes le 31 juillet 1627.
Après le décès de sa femme, le 21 août 1642, il se remaria en 1646 avec Jeanne Galinier, fille d'un peintre de Toulouse, et veuve d'Antoine Pourchet, maître apothicaire de Saint-Félix-de-Caraman. Il quitta alors Auch pour s'installer à Toulouse dans une maison que possédait sa femme. Son petit-fils, Pierre Nogaro fit opposition à ce mariage devant l'official d'Auch. Pierre Nogaro, petit-fils de Pierre Souffron, a été marié le 27 juin 1644 avec Marie de Chanaille par le vicaire général de l'archevêque d'Auch.
Il donna procuration, le 3 avril 1646, à son neveu, Jean Souffron, avocat au parlement de Bordeaux, pour aller au Conseil du roi, à Paris, pour plaider sa cause car on lui devait 70 000 livres pour les matériaux du Pont Neuf de Toulouse et obtenir une ordonnance de paiement de ces sommes.
Le 24 août 1649, il donna une procuration à un marchand de Toulouse pour la vente des maisons et des biens qu'il possède à Auch.